# Eulàlia de Girona i Ros
Eulàlia de Girona (o Gerona) i Ros (Barcelona, ca. 1782 - abans d'abril 1842), coneguda també com a Eulàlia Girona de Cabanes, va ser una hisendada i pintora catalana.

## Biografia
Nascuda a Barcelona vers 1782, era filla de l'hisendat Francesc de Girona i Augirot i de Marianna Ros i Oller. Va ser la filla gran i com a tal hereva del patrimoni familiar, del qual era ja titular el 1818. En un moment en què l'ensenyament artístic estava vetat a les dones, Eulàlia va afirmar ser afeccionada i estudiosa del dibuix i de la pintura, i va tenir el privilegi de comptar amb un professor particular a casa dels seus pares.
El 25 de maig del 1805 es va casar amb Josep Marià de Cabanes i d'Escofet, que d'acord amb les seves actes de noblesa, era mestrant de Ronda, cavaller del Reial Orde de Carles III i regidor perpetu de Barcelona, a més de vocal de la Junta de Comerç i membre corresponent de la Reial Acadèmia de la Història. Eulàlia va viure envoltada d'un ambient culte i refinat no només en la seva família d'origen, sinó que va comptar amb diversos membres de la família Cabanes vinculats a l'activitat acadèmica i com a protectors de les arts, entre els quals el seu marit.
El matrimoni va viure els esdeveniments de la Guerra del Francès com addictes a Ferran VII, no van poder residir a Barcelona i van haver de desplaçar-se successivament i, finalment, es van instal·lar temporalment a la casa familiar del seu espòs a Solsona. Es desconeix la data de la seva mort, però el 1846 encara constava com a acadèmica de Sant Ferran a la Guía de forasteros de Madrid.
El 1802 va ser nomenada acadèmica de mèrit de la Reial Acadèmia de Belles Arts de Sant Carles de València. El 1803 va participar en l'Exposició de Belles Arts de Barcelona, organitzada per la Junta de Comerç, amb una Verge amb el Nen. Podria tractar-se de la mateixa obra que va presentar a la Reial Acadèmia de Belles Arts de Sant Ferran de Madrid el 1818, un pastel amb el mateix títol, còpia de Viladomat, motiu que li va servir per sol·licitar el títol d'acadèmica de mèrit i que va obtenir el 1819. Va regalar l'obra presentada a l'acadèmia madrilenya.